# Козлув-Шляхецький
Козлув-Шляхецький (пол. Kozłów Szlachecki) — село в Польщі, у гміні Нова-Суха Сохачевського повіту Мазовецького воєводства.
Населення — 238 осіб (2011).
У 1975-1998 роках село належало до Скерневицького воєводства.

## Демографія
Демографічна структура станом на 31 березня 2011 року:
|          | Загалом | Допрацездатний вік | Працездатний вік | Постпрацездатний вік |
| -------- | ------- | ------------------ | ---------------- | -------------------- |
| Чоловіки | 101     | 19                 | 69               | 13                   |
| Жінки    | 137     | 29                 | 79               | 29                   |
| Разом    | 238     | 48                 | 148              | 42                   |